# マーティン・シュトランツル
マーティン・シュトランツル（Martin Stranzl、1980年6月16日 - ）は、オーストリア出身の元同国代表元サッカー選手。現役時代のポジションはディフェンダー。

## 経歴
オーストリアのプロクラブではプレー経験の無い同国代表センターバック。ブルゲンランド州選抜での活躍が認められ、17歳でドイツのTSV1860ミュンヘンへ移籍。育成部門、サテライトチームを経由してプロ契約を結ぶ。
19歳でドイツ・ブンデスリーガでのデビューを果たす。1860ミュンヘンで6シーズンレギュラーとして活躍したあと、同リーグのVfBシュトゥットガルトへ移籍。同クラブでも初年度は期待通りの活躍を見せるが、2年目になると出場機会が減り、ウィンターブレイク中に活躍の場を求めてロシア・プレミアリーグの強豪スパルタク・モスクワへ移籍。すぐに不動のレギュラーとして定着し、ロシア・プレミアリーグでの準優勝やUEFAチャンピオンズリーグ本大会出場などを果たしている。2010-11シーズンのウインターブレイク中にボルシア・メンヒェングラートバッハへ移籍、ドイツ・ブンデスリーガへ復帰した。

## 代表歴
2000年3月、スウェーデンとの親善試合でA代表デビュー。得点力のあるセンターバックとしてオーストリア代表の一員として活躍。自国開催のEURO2008でもレギュラーとしてプレーしたが、2009年11月に代表を引退している。

## 所属クラブ
- TSV1860ミュンヘン 1997-2004
- VfBシュトゥットガルト 2004-2006
- FCスパルタク・モスクワ 2006-2010
- ボルシア・メンヒェングラートバッハ 2011-2016